# Buchnera spruceana
Buchnera spruceana är en snyltrotsväxtart som beskrevs av Philcox. Buchnera spruceana ingår i släktet Buchnera och familjen snyltrotsväxter. Inga underarter finns listade i Catalogue of Life.